# Jaume Vidal i Alcover
Jaume Vidal i Alcover (Manacor, 1923 - Barcelona, 1991) fou un escriptor mallorquí autor d'una extensa obra poètica, narrativa, teatral i assagística. També feu traducció.

## Biografia
Jaume Vidal Alcover, fill d'un notari, i nebot de Joan Alcover, va néixer a Manacor l'any 1923. És el segon fill de sis germans.
Va estudiar als Hermanos de la Doctrina Cristiana fins al 1936, quan esclatà la Guerra Civil. El 1941 va acabar el Batxillerat i va anar a Madrid, però l'any següent va retornar a Manacor i s'examinà a València. El fracàs en els estudis va fer que el seu oncle Guillem Alcover se l'endugués a Barcelona i allà va començar l'aprenentatge cultural.
Entre el 1946 i el 1948 fa el soldat a Menorca. La seva primera novel·la és d'aquesta època, L'equip assassinat (tot i que no va ser publicada fins molts anys més tard, el 1989). Entre el 1949 i el 1953 va a Madrid per preparar-se per fer les oposicions de notari. Publica el primer poemari i comença a col·laborar en diferents mitjans escrits com el Diari de Mallorca i a la Prensa del Movimiento. Quan torna de Madrid viu de nou a Mallorca fins a l'any 1957.
Aquell any es va decidir a anar a estudiar Filosofia i Lletres a la Universitat de València; allà va entrar en contacte amb Joan Fuster i Miquel Dolç. En un sol curs va fer tots els cursos comuns de la carrera, i com que a València no s'ensenyava l'especialitat de Filologia Romànica va marxar a Madrid a cursar-la. Sense acabar els estudis va tornar a València, on va impartir classes de literatura en una acadèmia. I una altra vegada, el 1959, es va instal·lar a Mallorca, on va encetar un període de molta activitat cultural.
El 1968 s'instal·la a Barcelona, a casa de la seva companya sentimental, l'escriptora Maria Aurèlia Capmany. Es llicencia en Romàniques a la Universitat de Barcelona i s'especialitza en Filologia Catalana. Després, a proposta d'Antoni Comas, fa cursos en la mateixa Universitat mentre prepara el doctorat.
L'any 1970 va començar a impartir classes de literatura catalana a la Facultat de Filosofia i Lletres de la Universitat Rovira i Virgili de Tarragona. Durant aquesta dècada, va dur a terme molts treballs d'investigació, i va promoure diverses col·leccions literàries, com per exemple «Foc Nou», «Èpsilon», «Biblioteca Universitària Tàrraco».
Es va jubilar el 29 de maig de 1988. Aquell mateix any li va ser concedida la Creu de Sant Jordi pel conjunt de la seva trajectòria literària. Va morir el 2 de gener de 1991, a Barcelona.

## Obra[calcitació]
Novel·la
- Sophie o els mals de la discreció. Barcelona: Nova Terra, 1971; Barcelona: Hogar del Libro, 1983; Barcelona: Planeta, 1988.
- Visca la revolució! Palma: Moll, col. «Raixa», 1974.
- Tertúlia a ciutat. Barcelona: Sagitario, 1976; Tarragona: Arola, 2003.
- Dido i Eneas. Barcelona: Bruguera, 1975; Barcelona: Pòrtic, 1980.
- La vida fàcil. Barcelona: Laia, 1987.
- Els intocables. Barcelona: Laia, 1987.
- Els darrers dies. Barcelona: Laia, 1988.
- L'equip assassinat. Barcelona: Plaza & Janés, 1989.
- Els Sants Innocents. Barcelona: Laia, 1989.

Narrativa breu
- Mirall de la veu i el crit. Palma: Moll, 1955.
- Les quatre llunes. Barcelona: Selecta-Catalònia, 1969.
- La dida romana. Lluc, 1975.
- Pare, fill i esperitat. Revista del Centre de Lectura de Reus, 1976.
- El Déu d'amor caçador. Tarragona: Universitat de Barcelona, 1976.
- La llum de la terra. Revista Tarot, 1977.
- Recull de llegendes. Barcelona: Dopesa, 1978.
- Dues rondalles farcides i altres narracions. Manacor: Gràfiques Miramar, 1980.
- Les conquistes cristianes de Mallorca. Santes Creus: Arxiu, 1980.
- Cançoner popular: cançons populars catalanes [Amb M. Aurèlia Capmany]. Barcelona: Ketres, 1980.
- Antologia de contes, rondalles; Llegendes, exemples i facècies. Barcelona: Diàfora, 1982.
- Cobles i noves rimades. Pere i Jaume March [Edició i estudi de l'autor]. València: Tres i Quatre. 1987.

Poesia
- L'hora verda: poemes. Palma: Moll, 1952.
- El dolor de cada dia. Palma: Gràfiques Miramar, col. «Illes d'Or», 51, 1957; Palma: Moll, 1990.
- Dos viatges per mar. Palma: Moll, 1965.
- Sonets a Eurídice. Palma: Moll, 1967.
- El fill pròdig. Col. «Llibres RAI», 1970.
- Terra negra. Barcelona: Proa, 1970.
- Home, homenatge a Rimbaud. Ed. Universitàries, col. «Foc Nou», 1978.
- Igor Stravinsky, le sacre du printemps. Palma: José J. de Olañeta, editor, 1979.
- La consagració de la primavera. Pantaleu, 1979.
- Tres suites de luxe. Palma: Caixa de Balears Sa Nostra, 1979.
- Sonets alexandrins. Manacor: Casa de Cultura i Caixa d'Estalvis, 1981.
- Obra poètica. Palma: Tià de Sa Real, 1984.
- Poesia narrativa. Barcelona: Autor-editor 4, 1985.
- Poesia completa. Adia Edicions, 2023. Amb set volums inèdits i 63 poemes esparsos.[1]

Teatre
- Oratori per un home sol sobre la terra. Barcelona: Orient, 1970.
- La fira de la mort. Barcelona: Orient, 1970.
- Una Roma per Cèsar [Amb Josep Anton Codina]. Palma: Moll, 1975.
- N'Espardenyeta [adaptació d'una rondalla] dins Cabrer, Guillem; Llompart, Josep M.; Vidal Alcover, Jaume: Tres rondaies d'en Jordi d'es Racó. Palma: Moll, 1979.
- Comèdia en tres jornades i un pròleg de la gloriosa Verge i màrtir Santa Bàrbara [ed. Sebastià Gelabert]. Manacor: Gràfiques Miramar, 1981.
- Comèdia de Sant Antoni de Viana [ed. Sebastià Gelabert]. Manacor: Gràfiques Miramar, 1982.
- Comèdia d'en Pedrolo Belmar: entremesos [ed. Sebastià Gelabert]. Manacor: Gràfiques Miramar, 1983.
- Ca barret! [Amb Maria Aurèlia Capmany]. Palma: Moll, 1984.
- L'enveja [ed. Josep Pin i Soler]. Barcelona: Institut del Teatre-El Mall, 1985.
- La passió d'Ulldecona. Tarragona: Institut d'Estudis Tarraconenses Ramon Berenguer IV, 1995.
- L'amor de les tres taronges. Palma: Universitat de les Illes Balears. Servei de Publicacions, Consell de Mallorca, 2000.
- Manicomi d'estiu o La felicitat de comprar i vendre. Barcelona: Proa, 2001.

Crítica literària o assaig. Adia Edicions, 2023. Amb set volums inèdits i 63 poemes dispersos.
- El dedo asesino. Barcelona: Linosa, 1969.
- La música. Barcelona: Bruguera, 1972.
- Salvador Espriu en els seus millors escrits. Barcelona: Arimany, 1977.
- Joan Alcover en els seus millors escrits. Barcelona: Arimany, 1977.
- Trets fonamentals de la literatura. Barcelona: Dopesa, 1978.
- Síntesi d'història de la literatura catalana. Barcelona. La Magrana, 1980.
- Llorenç Villalonga i la seva obra. Barcelona: Curial, 1980.
- El teatre del novel·lista Josep Pin i Soler. Tarragona: Institut d'Estudis Tarraconenses Ramon Berenguer IV, 1981.
- Les ales de l'ideal semblança i pensament de Gabriel Alomar. Palma: Ajuntament de Palma, 1983.
- Llorenç Villalonga (o la imaginació raonable). Palma: Ajuntament de Palma, 1984.
- Llengua i literatura en l'obra de Josep Pin Soler. Barcelona: Abadia de Montserrat, 1986.
- Estudis de literatura medieval i moderna. Palma: Moll, 1996.

## Guardons
- Faula de crítica (1957): El dolor de cada dia.
- Joan Alcover (1961): Sonets a Eurídice.
- Ciutat de Palma (1962): Dos viatges per mar.
- Carles Riba (1967): Terra negra.
- Gabriel Maura del Ciutat de Palma: Esa carne mortal.
- Víctor Català (1968): Les quatre llunes.
- Sitges de teatre (1970): La fira de la mort.
- Creu de Sant Jordi (1988).
- 1996: Premi Miquel dels Sants Oliver dels Premis 31 de desembre de l'Obra Cultural Balear. (a títol pòstum)

## Estudis sobre l'autor
- DIVERSOS AUTORS: Homenatge a Jaume Vidal Alcover. Barcelona: Columna, 1992.
- DIVERSOS AUTORS: "Monogràfic en homenatge a Jaume Vidal", Estudis Baleàrics, núm. 46, p. 1993.
- PONS, Margalida: Poesia insular de postguerra: Quatre veus dels anys cinquanta Arxivat 2020-06-22 a Wayback Machine.. Barcelona: Publicacions de l'Abadia de Montserrat, 1998, p. 301-376.
- DIVERSOS AUTORS: Jaume Vidal Alcover: Humanisme heterodòxia i geni [a cura de Magí Sunyer i Rosa Comes]. Tarragona: Cossetània, 2001.

- DIVERSOS AUTORS: Retrats: Jaume Vidal Alcover. Barcelona: Associació d'Escriptors en llengua Catalana, núm. 13, 2008.

- Jaume Vidal Alcover i Maria Aurèlia Capmany a escena, 2012.[2]

## Reconeixements
- El nom del Premi Vidal Alcover de traducció, dels Premis Literaris Ciutat de Tarragona, li ret homenatge i reconeixement. Es convoca des de l'any 2000.
- Diverses localitats com Tarragona, Barcelona o Reus el recorden amb el nom d'un carrer.
- Manacor, la seva ciutat natal, li dedica el nom d'una escola.

## Fons i documentació
L'arxiu i el fons bibliogràfic de Jaume Vidal i Alcover i Maria Aurèlia Capmany i Farnés fou llegat a la Facultat de Filosofia i Lletres de Tarragona l'any 1991 en compliment de les disposicions testamentàries d'ambdós, on ha esdevingut el Llegat Vidal-Capmany, ubicat a la Biblioteca del CRAI Campus Catalunya de la Universitat Rovira i Virgili de Tarragona, i està a l'abast d'estudiosos i interessats.